# Mazaceae
Mazaceae — родина рослин ряду губоцвітих (Lamiales). Цю родину описав Джеймс Л. Ревіл 2011 року. Роди в цій родині нещодавно включили до Phrymaceae, а в давніших класифікаціях вони були поміщені до Scrophulariaceae.
Згідно з Plants of the World Online родина містить 4 роди: 
- Dodartia Tourn. ex L. — 1 вид, Євразія від України до Китаю
- Lancea Hook.f. & Thomson — 2 види, Китай, Індія, Монголія, Непал, Тибет
- Mazus Lour. — 33 види, Азія, Австралазія
- Puchiumazus Bo Li, D.G.Zhang & C.L.Xiang — 1 вид, цн.-пд. Китай